# Ispra
Ispra (Ispra in dialetto varesotto) è un comune italiano di 5 349 abitanti della provincia di Varese in Lombardia, affacciato sulla riva sinistra del lago Maggiore. Vi ha sede il Centro comune di ricerca (C.C.R.) o Joint Research Center (JRC), che occupa circa un terzo del territorio comunale.

## Geografia fisica
Il paesaggio è modulato dal lago Maggiore, sul quale lspra si affaccia con uno sviluppo molto esteso sulla costa nominata "sponda magra" o, più recentemente, "costa fiorita". Una ripida collina, articolata nei due rilievi del Monte del Prete e del Monte dei Nassi, si inoltra a promontorio nel Verbano, delimitando piccole insenature, con pendii rocciosi segnati dalle tracce di antiche fornaci da calce. L'altimetria comunale varia dai 193 m s.l.m. ai 311 m s.l.m.

## Origini del nome
Alla natura rocciosa di questo paesaggio si deve, secondo la para-etimologia di Gaudenzio Merula (De Gallorum Cisalpinorum antiquitate ac origine, Lione 1538), l'origine del nome del paese: Hisprum quasi asperum ob saxorum difficultates. Viene citata come Ispolla sulla mappa del Ducato di Milano nella Galleria delle carte geografiche dei Musei Vaticani.

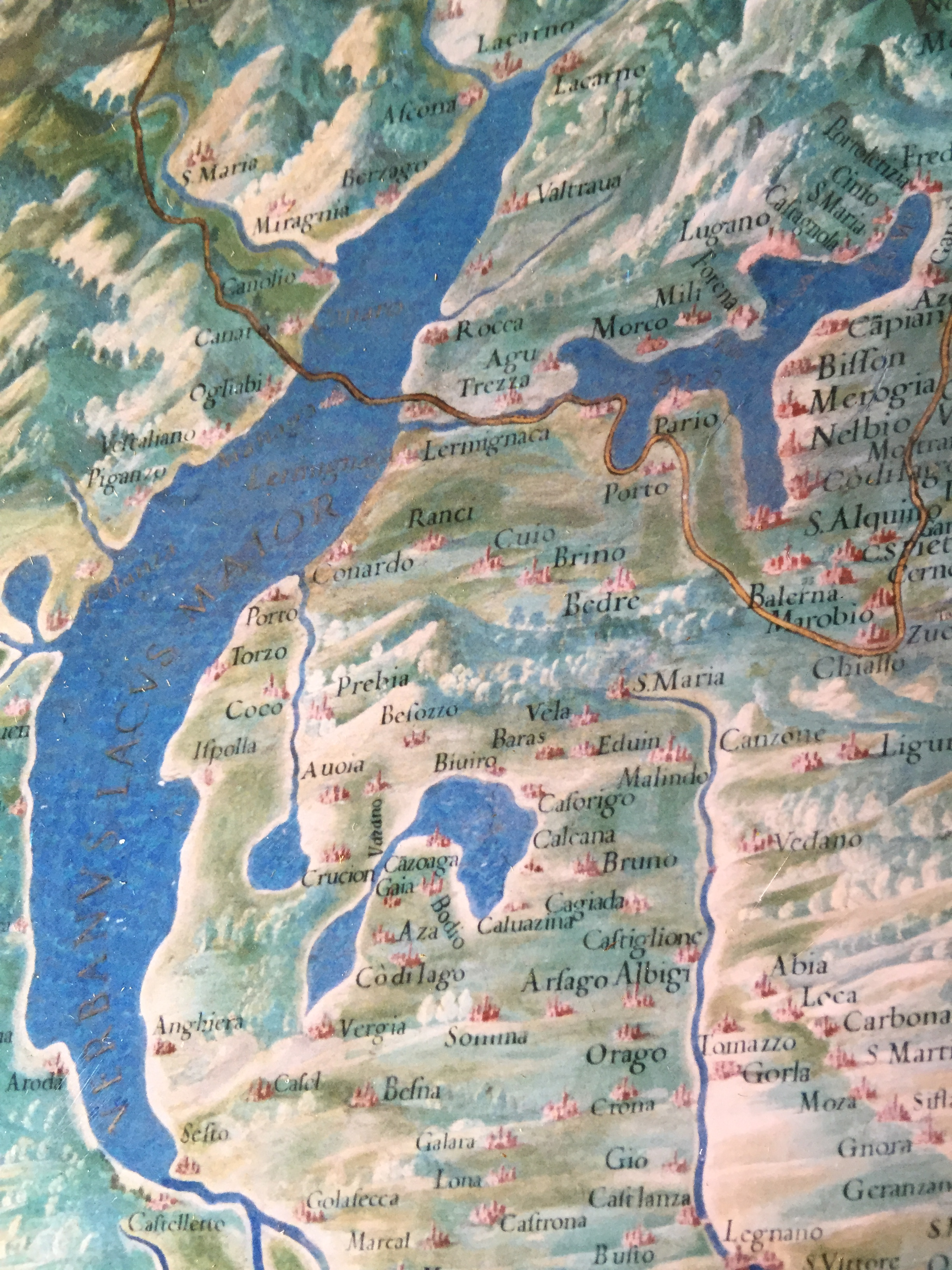
Dettaglio della mappa del Ducato di Milano nella Galleria delle carte geografiche dei Musei Vaticani (Ignazio Danti, 1581); nella parte medio-bassa della riva destra del lago Maggiore è presente il toponimo Ispolla.

## Storia

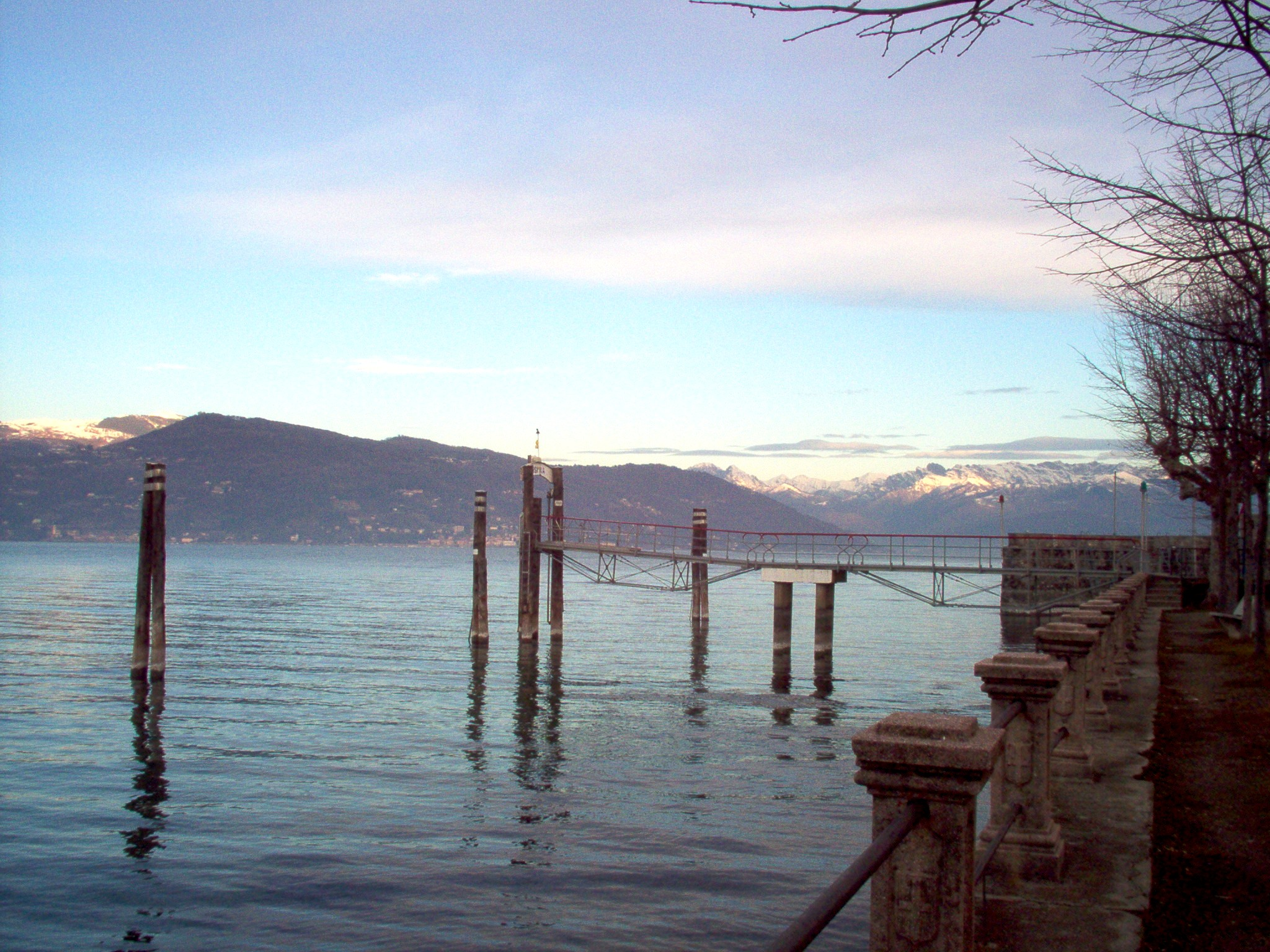
Il lago visto da Ispra

Il territorio fu abitato sin dall'età preistorica e ne sono testimonianza alcuni ritrovamenti di manufatti di selce, sulla sponda del lago, in località Lavorascio. Nella torbiera che si estendeva sotto il colle di Barza, tra Quassa e Angera, fu trovata nel secolo scorso una piroga preistorica che è conservata nel Museo dell'Isola Bella. Se l'età del bronzo, con la civiltà delle palafitte, è ben documentata nelle immediate vicinanze, sulle sponde del lago di Cadrezzate, a lspra si sono scoperte tracce consistenti che testimoniano della presenza stabile di popolazioni dell'Età del ferro appartenenti alla cultura di Golasecca protoceltica. Una tomba con un notevole corredo di ceramica è stata messa in luce nel 1971, mentre altri frammenti di ceramica domestica, provenienti in gran numero dal Monte del Prete, hanno successivamente confermato il quadro di un centro che fu sicuramente abitato in quel periodo. Anche in età romana ci fu una sicura presenza umana. Ne sono testimonianza alcuni bei monumenti che si conservano ancora in paese: are, urne di serizzo e lapidi con iscrizioni latine si trovano nel parco e nella villa Sagramoso-Brivio, nella torre medievale dì Barza e nell'ingresso del parco di Quassa.

### Medioevo
Il più antico documento che cita il nome del paese è una pergamena dell'anno 826, che si trova nell'Archivio di Stato di Milano. Da allora molti documenti riferiscono della vita di un abitato di ampiezza non trascurabile. Molte delle memorie sopravvissute, relativamente al medioevo, riguardano la vita religiosa.
Nel XIII secolo il paese poteva contare sette tra chiese e cappelle, mentre i nobili di Ispra sono ricordati tra coloro che maggiormente concorsero all'edificazione del vicino Eremo di Santa Caterina del Sasso di Leggiuno, verso il quale il paese conservò sempre particolare devozione.
Lungo il piccolo fiume Quassera, nella pianura verso Angera, si combatté nel 1276, anche con la presenza di forti milizie straniere, la cruenta battaglia tra i Torriani e i sostenitori all'Arcivescovo Ottone Visconti per il dominio dello Stato di Milano. Una superstite testimonianza delle vicende civili e militari di quei tempi si trova nei ruderi del Castello di San Cristoforo sulla cima del Monte del Prete (il colle principale) che sovrasta il nucleo più antico del centro abitato e che già nel XVI secolo aveva perso le sue funzioni difensive.

### Età moderna
Nel 1400 Ispra venne infeudata ai ricchi marchesi Moriggia di Pallanza per poi essere infeudato secoli dopo ai Cadorna. Il feudo andò poi ai Visconti Borromeo ai quali successero i Litta Visconti Arese.
Nel 1636 Ispra subì il saccheggio da parte delle truppe francesi in seguito alla battaglia di Tornavento.
Fu per molto tempo terra di confine sul lago che divise il Ducato di Milano dal Regno di Sardegna e fu sede di stazione doganale nel periodo della dominazione austriaca. Fu teatro, nel Risorgimento, di episodi patriottici minori e alcuni dei suoi abitanti si segnalarono per la partecipazione alle vicende militari. I suoi abitanti erano sempre vissuti dei frutti di una agricoltura non ricca, integrati da abilità artigianali e da limitate attività di pesca. Non mancavano i vigneti che nel secolo scorso caratterizzavano le colline di questi paesi. Lungo il fiume Acquanera prosperavano i mulini.

### Età contemporanea
Nella seconda metà dell'Ottocento e nei primi anni del Novecento si impose drammaticamente il fenomeno dell'emigrazione verso la Francia e le Americhe.

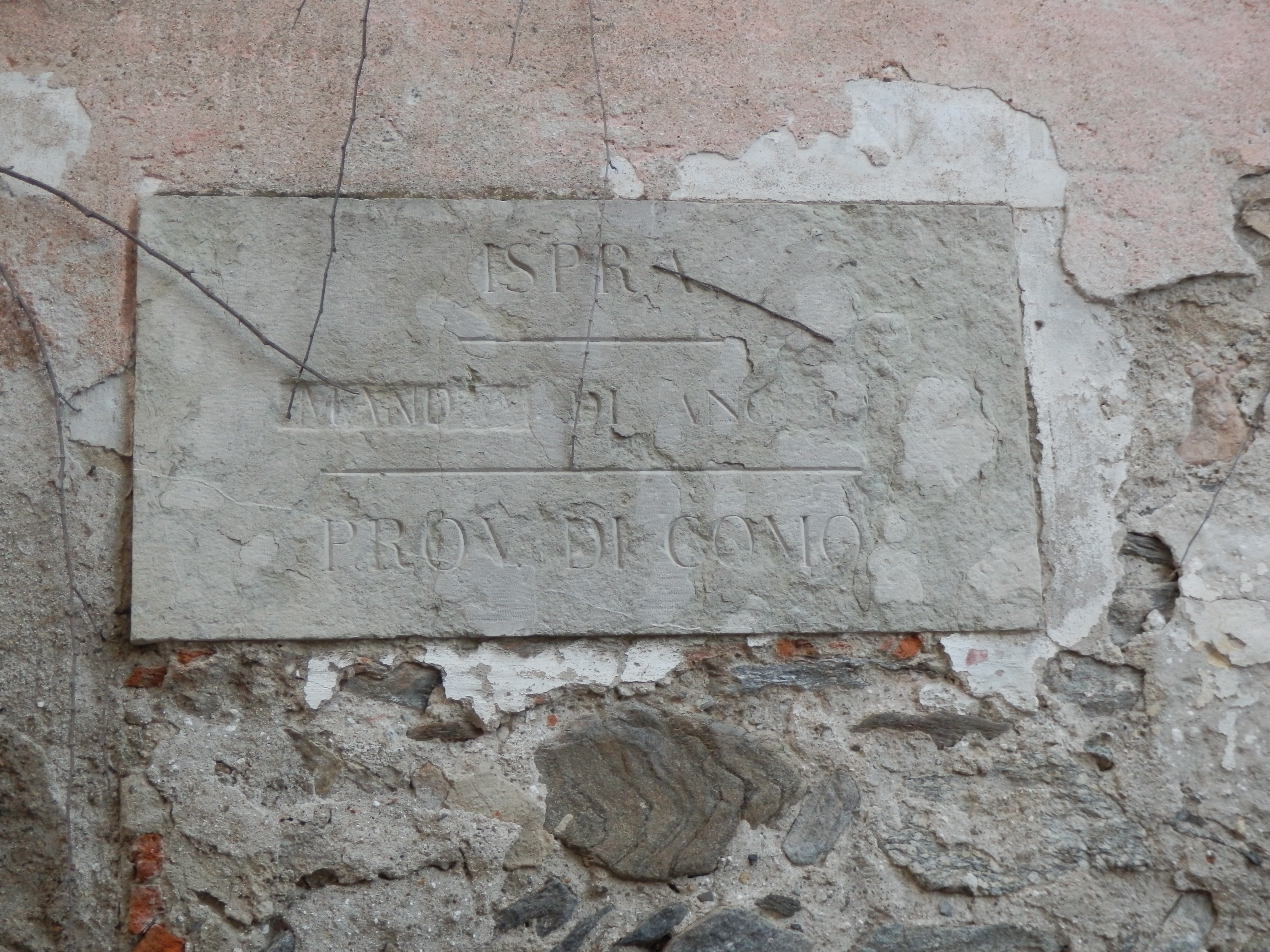
Lapide su un muro nel centro storico di Ispra, riportante l'antico mandamento di Angera nell'allora provincia di Como.

Nel 1882 venne inaugurata la stazione della ferrovia Novara-Pino, che offrì nuove opportunità allo sviluppo del paese. Si affermò maggiormente in quel periodo la particolare industria per la produzione della calce ricavata dal calcare strappato ai fianchi delle colline e lavorata nelle molte fornaci esistenti. L'attività estrattiva del calcare era in passato stagionale, ma i primi impianti a ciclo continuo segnarono uno dei primi tenui esempi di industrializzazione anche se di stampo artigianale: infatti le mansioni di carico e scarico della fornace erano eseguite da pochi addetti.
A cavallo di Ottocento e Novecento le ditte che lavoravano il calcare erano divenute una decina e si era formata una classe di operai qualificati: costruite in riva al lago le fornaci servivano direttamente sul posto i barconi appositi che, via acqua, raggiungevano Milano. Si era creato così un indotto produttivo importante ma che declinò negli anni successivi. Successivamente, nel 1956-1958, in loco venne "industrializzato" lo sminuzzamento del "sasso calcareo" in diversi calibri e tramite camion veniva distribuito e ceduto anche ad altre fornaci lacuali come ad esempio quelle di Caldè, e l'ultima fornace chiuse nel 1960.
Nella seconda metà del secolo scorso iniziarono i lavori per la costruzione del primo reattore italiano di ricerca, ISPRA-1, realizzato dal 1957 al 1958 ed attivo dal 1959 al 1973.

### Simboli
Lo stemma e il gonfalone sono stati concessi con DPR del 12 gennaio 1954.
Il gonfalone è costituito da un drappo di azzurro.

## Monumenti e luoghi d'interesse

### Architetture religiose
Il complesso della chiesa parrocchiale di San Martino è l'unione di due chiese attigue ma con piante opposte, comunicanti tra loro dalle parti laterali degli absidi. La prima, più piccola, con affreschi seicenteschi, ha la facciata rivolta ad ovest, verso il lago Maggiore. La seconda del XVIII secolo, ad uso celebrativo quotidiano, con la facciata opposta alla prima e rivolta alla piazza, verso est. Il campanile in pietra arenaria è databile al 1680.
Di fronte al cimitero, si trova il mausoleo Castelbarco.

### Architetture civili
La città ospita diverse residenze di villeggiatura di famiglie facoltose.
- Villa Castelli, con un parco di gusto romantico che si arrampica sulla collina, sede del comune.
- Villa Ranci Ortigosa De Corte, dove visse lo scrittore Costanzo Ranci, posta fra il centro abitato ed il lago.
- Villa Brivio Sagramoso, edificata nell'Ottocento, ubicata anch'essa fra il centro abitato ed il lago.
- Villa Quassa, dove trascorse l'infanzia Luigi Cadorna. Posta sulla costa meridionale in direzione di Ranco possiede un parco fra i più estesi del Lago Maggiore, trasformato assieme alla villa a fine Ottocento dalla famiglia Consonno. Nel parco sono presenti tre alberi monumentali.
- Villa Rocchetta, costruita nel 1935 per Elena Consonno, a sud della più grande villa di famiglia.
- Casa Don Guanella, a Barza, sorge sui resti di antiche fortificazioni medioevali e deve il suo aspetto ai lavori eseguiti dopo il 1860 dal proprietario, il tenore Pietro Mongini. Nel parco è presente un albero monumentale.

### Le fornaci

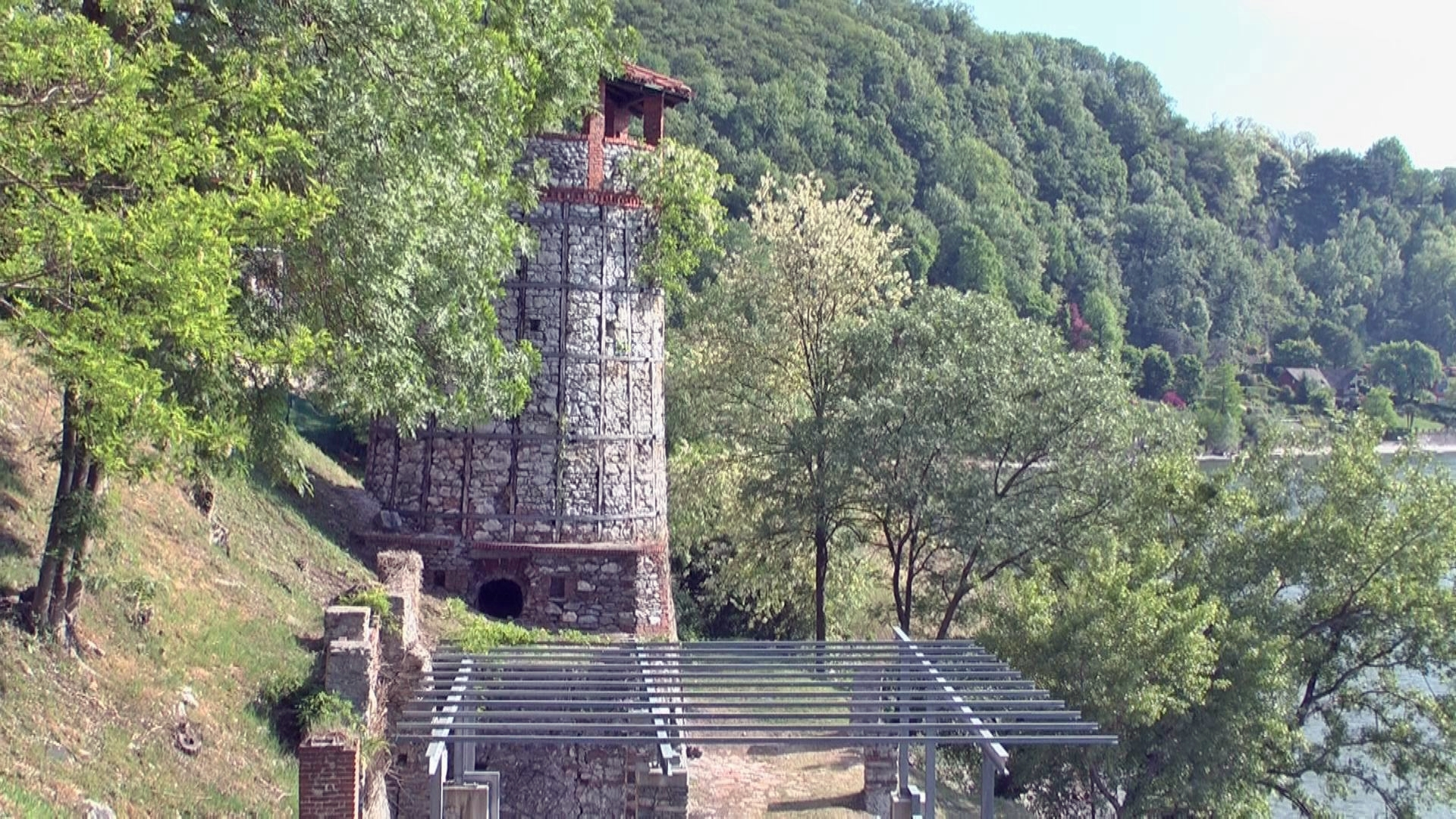
Ispra: fornace da calce "del port del Pinet"

Cinque sono le fornaci rimaste in piedi (2010), a cui corrispondono altrettante ferite bianche nella roccia delle colline: due attigue in località "Puncia" proprio sotto il Monte dei Nassi, una adattata a residenza privata in località "Fornaci" e due lontane dal lago, prossime al borgo, la prima è parte di una villa privata in via Monte Dei Nassi e l'altra proprio in fregio alla via Monte Dei Nassi stessa.
Le fornaci da calce ispresi consistevano in un crogiolo di forma troncoconica di grandi dimensioni anche sino a 3/4 metri di diametro ed un'altezza di 6/9 metri, e avevano da un lato lo scarico della calce ed all'antipode, ma più rialzato, l'ingresso del camino del braciere di combustione della legna. Venivano costruite con particolari mattoni e pietre per garantire la presenza all'interno di materiale refrattario atto a mantenere il calore accumulato dalla combustione. 
Il tronco/cono della fornace veniva riempito dall'alto con la materia prima; il “sasso calcareo”, spaccato opportunamente in grandezze variabili da pochi centimetri sino a qualche decina di centimetri. Il riempire con sassi piccoli o grandi costituiva il “tiraggio” della fornace; con “sasso calcareo” grande si aveva un tiraggio maggiore ma una cottura più difficoltosa all'interno del sasso stesso e con “sassi calcarei” più piccoli minor tiraggio, spesso miglior cottura ma tempi allungati. La legna posta nel braciere veniva incendiata e mantenuto acceso il focolare per giorni. I fumi, entrando nella fornace o forno da un apposito condotto, attraversavano il "sasso calcareo" cedendone il proprio calore che poteva raggiungere a regime gli 800/1.000 gradi centigradi.
La qualità della legna arsa nel braciere era l'altra variabile ai fini di una buona “infornata”. La cottura della calce avveniva a fuoco lento e durava più giorni.
La “calce viva” quindi, a cottura ultimata, veniva tolta manualmente dal lato opposto del braciere e doveva essere “spenta” con appositi lavaggi d'acqua. L'operazione era classificata pericolosa per la produzione di gas venefici.

### Monumento ai caduti

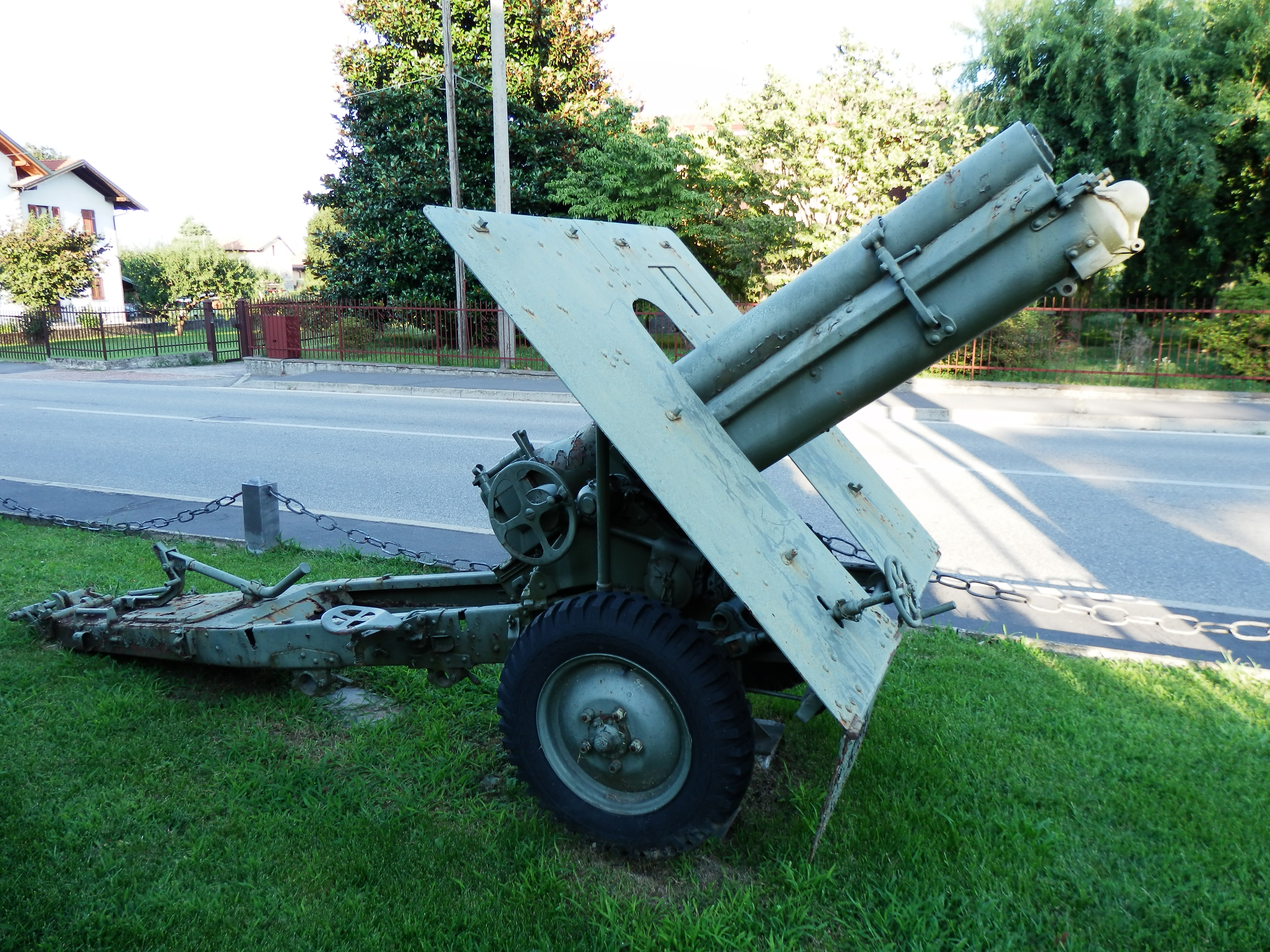
Monumento ai caduti in via Marconi Škoda 10 cm Vz. 1916

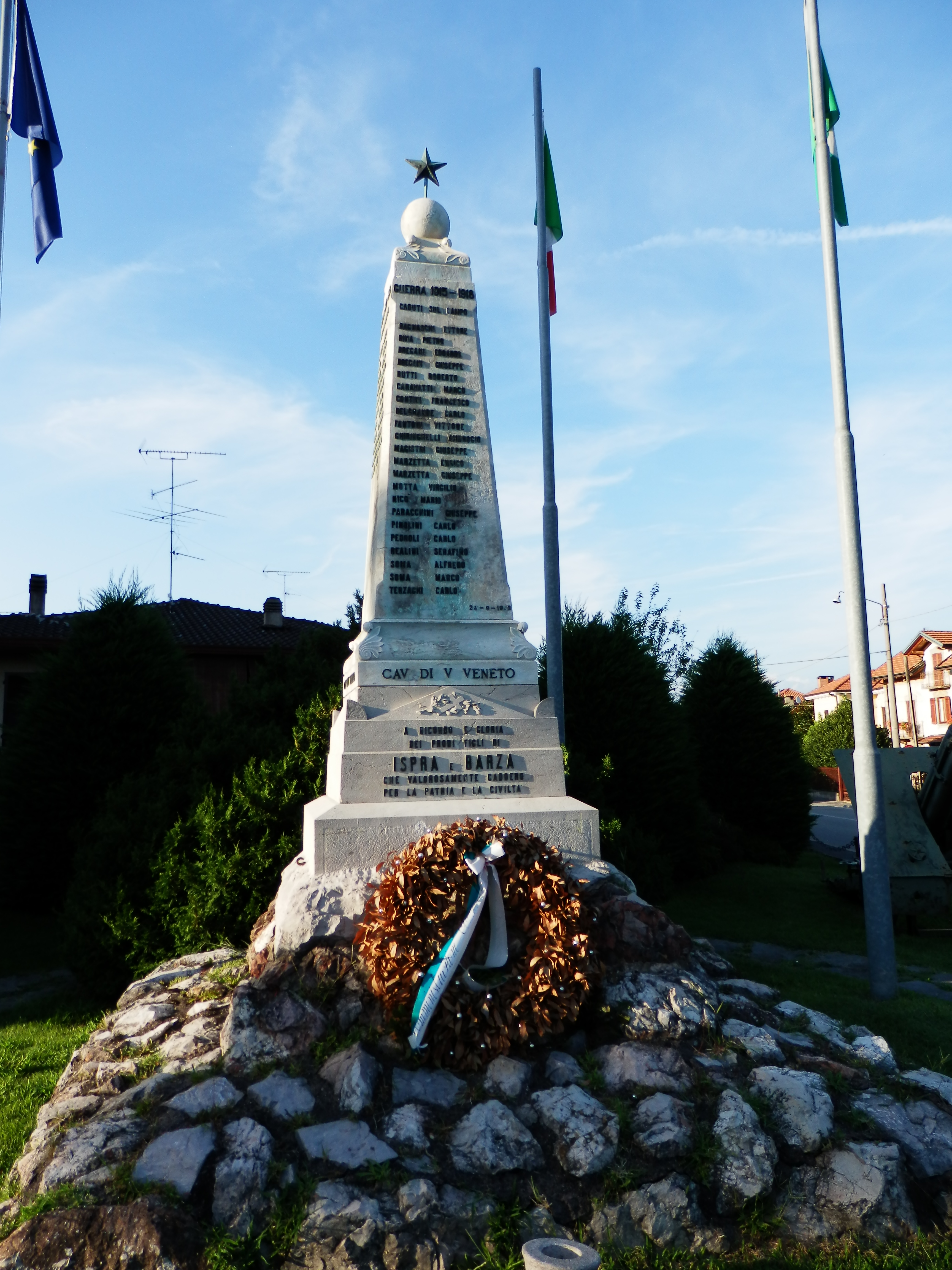
Monumento ai caduti in via Marconi

Un monumento ai caduti è collocato in prossimità del cimitero, all'ingresso meridionale del centro abitato.
Un altro monumento, nella piazza adiacente alla chiesa di San Martino, ricorda la figura del frate francescano Francesco Ignazio da Ispra (1880-1935), morto durante la sua attività missionaria in Brasile.

### Siti archeologici
Sulla sommità del "Monte del Prete", collina più prossima al centro storico abitato, sono presenti i ruderi del Castello di San Cristoforo. La fortificazione godeva del panorama di tutto il medio Verbano che lo collegava, appunto, "a vista" con altri castelli (anche con quelli della cosiddetta "sponda grassa" mediante le segnalazioni con fuochi). 
Già diroccato dalla seconda metà del Cinquecento, si trattava di un impianto modesto costituito con la tipologia dei castelli a recinto, di cui rimangono solo parte della torre d'ingresso, una cisterna e una porzione delle mura, ridotte al livello del terreno.
In cima al "Monte dei Nassi" o meglio Tassi (da "taxus baccata" - nome latino di tale albero –, così menzionato per via di una, ormai scomparsa, foresta di tassi) sorgeva la chiesa medievale di San Crescenzio. I ruderi si limitano a pochi resti delle fondazioni di un ampio locale e di un alto muro che sovrasta la parete scoscesa che sale dal lago, quasi dalla "puncia" o punta d'Ispra.
In epoca remota attorno alle chiese vi erano i luoghi di sepoltura; non fa eccezione la chiesa parrocchiale di Ispra. Infatti, in occasione degli scavi per la realizzazione delle condotte d'acqua per il CCR - Centro Comune di Ricerca (fine anni 1950 inizi 1960), si rinvennero sul lato destro centinaia di reperti ossei umani, chiaro segno di antica presenza cimiteriale. 
Are, lapidi ed urne sono presenti nei parchi delle ville Sagramoso-Brivio, Ranci e Castelli (poi divenuta sede del Municipio).

## Società

### Evoluzione demografica
- 412 nel 1751
- 634 nel 1805
- 1 070 dopo annessione di Barza e Cadrezzate nel 1809
- 1 102 nel 1853
- 1 345 nel 1861

Abitanti censiti

I dati prefascisti comprendono fittiziamente quelli di Barza.

### Etnie e minoranze straniere
Secondo i dati ISTAT al 31 dicembre 2010 la popolazione straniera residente era di 692 persone. Le nazionalità maggiormente rappresentate in base alla loro percentuale sul totale della popolazione residente erano:
- Germania, 96 - 1,83%
- Francia, 59 - 1,13%
- Spagna, 53 - 1,01%

## Geografia antropica

### Urbanistica
Nel capoluogo di Ispra si trovano il nucleo più antico ed il centro storico. Il paese è formato dal territorio di due antichi villaggi, Ispra e Barza, che ebbero in passato vita indipendente e solo nel 1928 furono riuniti in un'unica comunità amministrativa riprendendo un analogo provvedimento in vigore durante l'età napoleonica.
Il tessuto urbano del paese si è esteso fino a comprendere, quasi senza soluzioni di continuità, le diverse località che costituivano nel passato agglomerati abitati distinti, come quelli delle Case Nuove, del Borghetto e delle Cascine. Mantengono ancora una loro precisa fisionomia le frazioni di Barza e di Quassa, con la villa, le cascine e le case del Monzeglio. Le strutture del grande complesso del Centro Comune di Ricerca, della Commissione europea e quelle del Centro ricerche Ispra dell'ENEA coprono una vasta zona, tra la ferrovia e il confine con Brebbia e Cadrezzate, che comprende tutto il territorio dell'antica frazione di Monteggia.

### Frazioni
Barza, Monteggia (Euratom), Quassa, Baraggiola, Brughierasca, Molino dei Boschi, Roccolo, Seminario Don Guanella, Cascina Monzeglio, Isola Campagna, Prati Magri, Cascina Silvano, la Riviera, San Bernardino, Sant’Anna, Fornace Butti, Punta di Ispra, Roccolo, Cascina Levorascio, Case Nuove, M.o di Cassano. Cascina San Giacomo, Cascina Antonetto, Cascina Teresa, Molino dei Boschi, Cascina Monte.

### Suddivisioni storiche
I sette rioni iniziali sono stati nel tempo ridotti a cinque. Monteggia è ora di fatto inesistente perché inglobato nel 1959 nel territorio del CCR - Centro Comune di Ricerca. Dal 2007/2008, con l'unione di Barza e Quassa, i cinque rioni che partecipano al Palio, al carnevale isprese e ad altre iniziative locali sono:
- Alto Paese
- Barza/Quassa
- Borghetto
- Cascine (zona verde e panoramica)
- Case Nuove o Riún Cà Növ (Gli abitanti sono detti I Butrìs da bottatrice, vorace pesce d'acqua dolce). I colori emblematici sono il bianco ed il celeste.

## Economia
Vi aveva sede una fabbrica tessile (camiceria), poi chiusa.
Il turismo è un'altra componente dell'economia locale, anche se il lungolago di Ispra è meno noto rispetto ad altre località della zona.

## Infrastrutture e trasporti

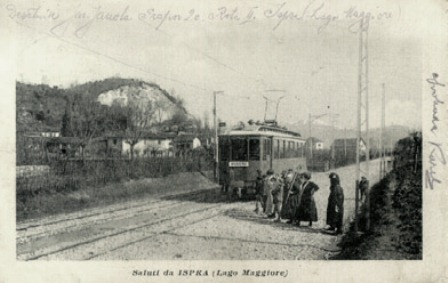
Ispra, stazione tranviaria

Il centro cittadino è attraversato dalla strada provinciale 629 che corre lungo il lago da Sesto Calende a Laveno-Mombello ed è collegato a Varese dalla Strada Provinciale 36 della Val Bossa.
La stazione di Ispra, posta sulla linea Luino-Oleggio risulta chiusa al servizio viaggiatori dal 15 dicembre 2013.

Fra il 1914 e il 1940 Ispra ospitò una stazione della tranvia Varese-Angera, gestita dalla Società Anonima Tramvie Orientali del Verbano (SATOV).

## Amministrazione

### Elenco dei sindaci di Ispra
| Periodo        | Periodo        | Primo cittadino      | Partito                    | Carica  | Note |
| -------------- | -------------- | -------------------- | -------------------------- | ------- | ---- |
| 1861           | 1864           | Andrea Brughera      |                            | Sindaco |      |
| 1864           | 1885           | Giovanni Beretta     |                            | Sindaco |      |
| 1885           | 1898           | Cesare Brivio        |                            | Sindaco |      |
| 1898           | 1901           | Lodovico Rigoli      |                            | Sindaco |      |
| 1902           | 1910           | Giosuè Nicò          |                            | Sindaco |      |
| 1914           | 1915           | Pasquale Gheroldi    |                            | Sindaco |      |
| 1915           | 1917           | Eugenio Nicolini     |                            | Sindaco |      |
| 1918           | 1924           | Pasquale Baranzelli  |                            | Sindaco |      |
| 1924           | 1926           | Filippo Soma         |                            | Sindaco |      |
| 1945           | 1946           | Felice Rampa         |                            | Sindaco |      |
| 1946           | 1948           | Giuseppe Gandini     |                            | Sindaco |      |
| 1948           | 1954           | Pietro Rosolati      |                            | Sindaco |      |
| 1954           | 1960           | Carlo Caravati       |                            | Sindaco |      |
| 1960           | 1964           | Virginio Fiora       |                            | Sindaco |      |
| 1964           | 1970           | Carlo Ranci Ortigosa |                            | Sindaco |      |
| 1970           | 1990           | Gerardo Di Spirito   |                            | Sindaco |      |
| 1990           | 1995           | Giuseppe Armocida    |                            | Sindaco |      |
| 1995           | 2004           | Bruno Balzarini      |                            | Sindaco |      |
| 12 giugno 2004 | 25 maggio 2014 | Paolo Gozzi          | Lista civica Viviamo Ispra | Sindaco |      |
| 25 maggio 2014 | 10 giugno 2024 | Melissa De Santis    | Lista civica Ispra futura  | Sindaco |      |
| 10 giugno 2024 | in carica      | Rosalina Di Spirito  | Lista civica SiAmo Ispra   | Sindaco |      |

## Sport
- Euratom Cricket Club
- ASD Ispra Calcio
- AC Ispra calcio a 5
- Pallavolo Ispra
- Circolo della Vela Ispra
- Canottieri ispra
- Centro Ippico la Betulla